# 加賀八郎
加賀 八郎（かが はちろう、1958年2月28日 - 2013年7月2日）は、日本のベーシスト・元アイドル。THE GOOD-BYEのベース・ボーカル。血液型はB型。 妻は漫画家の池沢理美。愛称は「ハチ」、「ぱっつぁん」、「スヌーキー」など。

## 人物・来歴
1958年（昭和33年）2月28日、東京都に生まれる。実家は東京都目黒区祐天寺で墓石・石材販売店を営む。
1982年（昭和57年）4月に行われたTHE GOOD-BYEのメンバーを募集するオーディションで、バックバンドを務めた。しかし、オーディションでいいメンバーが見付からず、メインの野村義男と曾我泰久が、「こいつでいいや」と決めたメンバーである。デビュー時には1961年生まれとし、3歳サバを読んでいた。当初の愛称は「スヌーキー」、「加賀八郎」が「春日八郎」から「ス」の文字を抜いた名前であることが、その理由であった。THE GOOD-BYE活動休止後は真心ブラザーズのサポートバンド「MB's」、「Flying Asian Farmers' Band」などで活動した。
2010年（平成22年）10月2日、7月に多発性骨髄腫であるとの診断を受け、闘病中である旨を公式ブログでファンに報告した。2013年（平成25年）7月2日午前10時15分、死去した。55歳没。
2014年7月6日、一周忌を迎え、親交のあったミュージシャン仲間が集い、加賀の生みだした音楽を演奏し偲ぶ「はっつぁん祭〜加賀八郎メモリアルチャリティーLIVE〜」を行った。当日の収益の一部は、日本骨髄腫患者の会に寄付される。

## ジャニーズ事務所時代の参加ユニット
- THE GOOD-BYE

## その他の参加ユニット
- BAB - 衛藤浩一とのユニット
- 加賀屋エトランゼ - 同上
- えじら
- MB's
- Flying Asian Farmers' Band

## ディスコグラフィー

### BAB
ミニ・アルバム
1. 『BAB』（2008年06月08日）
2. 『黄金色した憎いヤツ!』（2009年4月30日）

### その他参加作品
- 『We Love Bakufu Slump』（2011年12月25日）
  - 爆風スランプトリビュート・アルバム[4] 。加賀の友人でもあるファンキー末吉がプロデュースしたアルバム。曾我泰久が担当した『それから』（シングル「月光」c/w曲）のコーラスに、衛藤浩一と共に友情出演として参加[5]。